# Марк Юний Силан (консул 109 года до н. э.)
Марк Ю́ний Сила́н (лат. Marcus Iunius Silanus; родился, по одной из версий, в 152 году до н. э. — умер после 104 года до н. э.) — древнеримский военачальник и политический деятель из плебейского рода Юниев, консул 109 года до н. э. Командовал армией в первом в истории Рима сражении с германцами и был разбит.

## Происхождение
Марк Юний Силан принадлежал к плебейскому роду Юниев. Первый, известный истории, носитель когномена «Силан» (Silanus) был претором в 212 году до н. э. Капитолийские фасты называют преномен отца Марка Юния — Децим. Предположительно, речь идёт о Дециме Юнии Силане (Манлиане), который по крови был сыном патриция Тита Манлия Торквата (консула 165 года до н. э.), но по усыновлению перешёл в семью Децима Юния Силана, внука претора 212 года. Децим-усыновитель был сенатором, но известен исключительно как знаток финикийского языка и глава комиссии, переведшей на латынь трактат карфагенянина Магона о сельском хозяйстве. Децим-усыновлённый был претором в 141 году до н. э.; он покончил с собой, уличённый в злоупотреблениях в своей провинции и осуждённый собственным кровным отцом. Марк стал первым консулом в этой ветви Юниев.
В целом о генеалогии Силанов мало что известно. Исходя из патронимов нескольких представителей этого рода, принадлежавших к следующему поколению, немецкий антиковед Фридрих Мюнцер предположил, что у Марка было, по крайней мере, двое братьев — Децим и Луций.

## Биография
Марк Юний впервые упоминается в источниках в связи со своим консулатом. О предыдущих этапах его биографии исследователям остаётся строить предположения. В частности, существует серия римских монет, отчеканенных неким М. Силаном. Одни учёные относят эти монеты к периоду между 154 и 114 годами до н. э. (в этом случае монетарием был будущий консул 109 года до н. э.); другие говорят о периоде между 114 и 104 годами до н. э., и тогда монетарием следует считать сына консула. В законе Ацилия (Lex Acilia repetundarum), принятом в 123/122 году до н. э., упоминается закон Юния, разработанный народным трибуном Марком Юнием, сыном Децима (M. Iunius D. f. tr. pl.), и, следовательно, принятый ещё раньше, однако позже 149 года до н. э., когда появился первый закон против злоупотреблений в провинциях. Высока вероятность того, что этот народный трибун — будущий консул 109 года до н. э.
Учитывая дату консулата и требования закона Виллия, Марк Юний должен был не позже 112 года до н. э. занимать должность претора. На момент избрания консулом он должен был обладать опытом полководца, а в каждой из трёх следующих консульских пар был один магистрат, который до того являлся наместником на Пиренейском полуострове. Соответственно, антиковеды полагают, что и Силан в качестве претора или пропретора управлял либо Ближней Испанией, либо Дальней, и воевал с какими-то местными племенами. Возможно, он стал преемником Гая Мария.
Коллегой Марка Юния по консульству был ещё один плебей, Квинт Цецилий Метелл (впоследствии Нумидийский). Последний получил командование в Югуртинской войне, а провинцией Силана стала Трансальпийская Галлия, которой угрожало германское племя кимвров. Германцы попросили у Марка Юния землю для поселения; он им отказал, и за этим последовали боевые действия, о которых мало что известно. Консул, в любом случае, воевал неудачно: Луций Анней Флор пишет, что римляне были обращены в бегство и даже потеряли лагерь, эпитоматор Тита Ливия и Веллей Патеркул ограничиваются констатацией самого факта поражения. Правда, лишь Евтропий пишет о победе Силана, но здесь, видимо, произошла путаница.
В 104 году до н. э. народный трибун Гней Домиций Агенобарб привлёк Силана к суду из-за оскорбления им трансальпийца Эгритомара, гостеприимца отца Гнея. Марк Юний был оправдан подавляющим большинством голосов. После этого он уже не упоминается в сохранившихся источниках.

## Потомки
У Марка Юния был, по крайней мере, один сын, Децим Юний Силан, консул 62 года до н. э. и муж Сервилии Старшей (матери Марка Юния Брута). Мог быть и ещё один сын, Марк Юний Силан, монетарий в конце II века до н. э.